# Hugo Bargas
Hugo Christophe Bargas (Le Puy-en-Velay, 22 ottobre 1986) è un calciatore francese, attaccante del Gioiosa Jonica.

## Biografia
È nato a Le Puy-en-Velay da madre francese e padre argentino.

## Carriera
Ha giocato nella massima serie dei campionati olandese, argentino, boliviano, ecuadoriano, azero e salvadoregno.